# 天まであがれ!
天まであがれ!（てんまであがれ）は日本テレビで1982年4月10日から10月2日まで土曜グランド劇場で放送されたドラマ。
1983年7月30日から10月29日まで「天まであがれ!2」が全13話放送された。
以下、本記事では天まであがれ!2にも言及し、便宜上『天まであがれ!』を「パート1」、『天まであがれ!2』を「パート2」と表記する。

## 備考
パート1とパート2とは、一部の出演者が同じであるものの、それ以外の出演者が入れ替わっていることや世界観が全く異なる設定となっている。また、パート1の主題歌「男の勲章」も大ヒットした。パート2では大半の登場人物の名前が原辰徳・掛布雅之・真弓明信・田淵幸一・江夏豊・広岡達朗など、当時のプロ野球のスター選手・監督がモデルになっていた。また、劇中音楽の一部は『家族ジャングル』で流用された。オープニングアニメは芝山努が制作。後半になると、周りの人達がメインの話として展開する回がある。

## パート1

### ストーリー
お人好しながら人が右と言えば左と考えて行動する独身の和田竜介が、生まれ育った東京早稲田の弦巻町にスナック「漫漫亭」を脱サラ開店し、ふとしたことから2人の子どもを預かることになった奮闘ぶりを中心に描く。放送回数は全25回。

### キャスト

#### 和田家
- 和田竜介：石立鉄男

両親を早くに亡くし、高校卒業後サラリーマンになったが、命令される仕事が嫌になり脱サラ。喫茶店兼スナック漫漫亭のオーナーになる。開店直前に甥・順一、姪・まり子の母親が亡くなるが、順一兄妹を引き取ると5人の子持ちになることを渋った叔父夫婦に腹を立て、二人を養子にする。町内会会長で序盤はワイシャツに蝶ネクタイ、スラックスだったが途中からトレードマークの火消し法被に腹巻き、お守りの格好になった。
- 和田順一：坂上忍

竜介の兄の子供。竜介から「順坊」と呼ばれているが竜介のことを「父さん」と呼べずにいる。父がカメラマンでカンボジアに旅立って以来行方不明になり、母親が亡くなり竜介の元へ。
- 和田まり子：松本由香利（松本由香里）

竜介の兄の次女。竜介が「まりちゃん」と目に入れても痛くない存在。

#### 漫漫亭従業員
- 吉村新吾：山口良一

漫漫亭で働きながら弁護士を目指す司法浪人。初めの頃は何かと法律に照らし合わせる無愛想な性格だったが徐々に丸くなる。
- 島袋正太：中西良太

住んでいたアパートが焼けて竜介の家に住み込みで働いているバイト。早稲田大学在学中だが成績が悪く8年で事実上中退状態。晴美に片思い中。
- 原道代：石田えり

金沢から家出して上京した所をトキ子が独断で採用した漫漫亭バイト。世間知らずでデリカシーが無い。本人が知らないところで彼女をめぐって正太と新吾が対立し三角関係に発展しつつあったところに、諸事情により7話で帰郷という形で降板。

#### 松沢家
- 松沢武市：名古屋章

酒店の主人で町内会の副会長。妻を亡くすもトキ子に惚れており周りの後押しで再婚を果たす。
- 松沢絹子：松原智恵子

武市の長女。結婚していたが浮気が発覚して松沢家に戻ってくる。ひそかに竜介に好意を持っておりたまに漫漫亭に手伝いとして働いてくれる。
- 松沢晴美：沖直美

武市の次女で順一たちのクラスの担任。順一と一緒に登校して不良に冷やかされたり、石野研吉や正太に惚れられる。

#### 河西家
- 河西達也：柴田恭兵

竜介のいとこ。内科と精神科医でトキ子の長男。大学時代にアマチュアチャンピオンになり30歳を超えてプロボクサーになったが、デビュー戦でK.Oされ引退。竜介、京子の婚約解消で京子に横恋慕する。
- 河西トキ子：奈良岡朋子

達也の母親で、漫漫亭開業資金を融資した関係で頭が上がらない。

#### 立花家
- 立花新太郎：前田吟

竜介の同級生で花屋タチバナの主人。いつも加代子とペアルックで生活している。
- 立花加代子：中尾ミエ

新太郎の妻。最終回で懐妊し帰郷。

#### その他
- 風上京子：池上季実子

ルポライター。竜介の婚約者だったが順一、まり子の母親になるのを嫌がり婚約解消。
- 熊田みちる：後藤喜久枝

河西医院の看護婦。間がヌケていてブサイクと言われる。
- 村岡健二：嶋大輔

タチバナで働くバイト。ロックバンドを結成し、プロミュージシャンを目指している。登場しない回あり。
- 青山：阿藤海

竜介の小学校時代の後輩。独特のアクセントがある刑事。
- 長山編集長：津村隆
- 矢島：佐渡稔
- 水上トレーナー：岡部健
- 消防団員：伊藤直幸、佃文伍郎、伊尾知隆吉

#### ゲスト
第1話
- 土屋：梅津栄
- 江本照代：今野博美
- 江本正夫：高田純次
- 刑事：加地健太郎、団巌、永井雅晴、木場剛

第2話
- 土屋：梅津栄
- おでんや：稲川善一
- アパートの住人：和泉喜和子
- 警官：名川貞郎

第3話
- 間正：水谷大輔
- 幼稚園の先生：金田里美
- 学生：阿部渡、平野芳和

第4話
- 安川：江戸家猫八
- 刑事：西屋東、岸野一彦
- 主婦：金子勝美
- 消防署員：市川勇

第5話
- 仁科悦子：沢井孝子
- 美紀：甲斐みどり
- 隊員：山中紘、中野遊
- 司会者：篠田薫
- 係員：横尾三郎
- 徹：村木慎一
- 洋：梨本謙次郎
- 学生：吉田宏靖、加賀山伸
- 島袋スミ子：阿部寿美子

第6話
- 北見知佳：菊地優子
- 患者：由起艶子、笠井心
- 松田：新津浩明
- 松田の妹：山本直子
- 弟：伊藤巧美
- 北見知子：高田敏江
- 秀三：加藤和夫

第7話
- 原悟：森本レオ

道代の夫。あまりに人が良すぎて息が詰まると道代に逃げられていた。
- おでん屋：稲川善一

第8話
- 美佐子：川上麻衣子
- 少年：ニック上村、前島直人
- 少女：斉藤薫子、佐久間玲子

第9話
- 光子：あき竹城

昔、正太から愛を告白されたスナックのママ。
- 警官：イッセー尾形
- 徹：村木慎一
- 洋：梨本謙次郎
- 学生：吉田宏靖

第10話
- 塚田一平：火野正平
- 塚田映子：榊原るみ
- 安本：林弘造
- 助監督：町田政則
- AD：久保田鉄男
- 塚田洋：伊勢将人

第11話
- 圭子：水原ゆう紀
- 御手洗：平泉征

第12話
- 下山院長：相沢治夫
- 看護婦：棟里佳

第13話
- 訪問販売店店主：青森伸
- 金子茂：佐藤義昭
- 運転手：西尾徳
- スポーツ店店主：荒瀬寛樹

第14話
- 康子：藤田弓子

吉村が惚れてしまった小料理屋の女将。
- 中年の男：大村千吉
- 明美：川崎絵美里

第15話
- 石野研吉：豊原功補
- 常山健三：三宅裕司
- コピーライター：石井愃一
- 教頭：由利徹
- 金子茂：佐藤義昭
- ディスコ支配人：堀勉
- ディスコの男：橋本和人
- ゲームセンターの男：高橋伸幸、布施博
- 西村：伊藤淳一
- 女事務員：谷口千秋、内川典子
- ジャズダンス所長：平田明美
- チンピラ：吉田正昭、越智あきら

第16話
- 金太郎：小鹿番

第17話
- 尾形大吉：木村元
- 黒原剛三：ガッツ石松
- チンピラ：深見章、西村長士、松本誠一
- 江本文代：深谷みさお
- 老婆：神田時枝

第18話
- 仲谷孝二：村井国夫

絹子の元彼。結婚したものの会社が倒産し失踪中の所鶴巻町へやってくる。
- 仲谷恵美子：一色るり子
- アナウンサー：小倉淳
- 仲谷タケル：葛生征樹
- 仲谷博之：住吉真沙樹
- 煙草屋のおばさん：京田尚子
- 女学生：白井美奈子

第19話
- 和田くみ：滝奈保栄
- 風上せつ：荒木道子

第20話
- 山崎五郎：湯原昌幸

第21話
- 前尾猛：松村雄基
- 宮下：堀広道
- 暴走族：依田智、吉田正昭、中田幸一郎
- 教師：平田守
- 明：谷村好一
- 徹：村木慎一
- 洋：梨本謙次郎

第22話
- ナオミ：蝦名由紀子
- ナオミの母：五十嵐美鈴
- ナオミ（5歳）：新井山綾子
- 司会者：峰のぼる
- ディスコ支配人：堀勉
- インテリ青年：矢島健一
- レストランボーイ：坂本あきら
- 警備員：増岡弘、高橋等
- 明：袴田満
- 高志：小倉茂
- 勉：神崎哲也
- ピアニスト：稲川佳奈子
- 置き引きの男：花王おさむ
- レストラン会計係：宮田光
- 松山薫

第23話
- 風上周平：生井健夫
- 風上せつ：荒木道子

第24話
- 消防団員：伊藤直幸、伊尾知隆吉
- 風上周平：生井健夫
- 風上せつ：荒木道子

### 放送回数・放送日
※サブタイトルは全ての放送回数で表記なし。
| 回数   | 放送日    | 脚本               | 演出     | 視聴率 |
| ------ | --------- | ------------------ | -------- | ------ |
| 第1回  | 1982.4.10 | 布勢博一           | 中山史郎 | 13.4%  |
| 第2回  | 1982.4.17 | 布勢博一           | 中山史郎 | 18.7%  |
| 第3回  | 1982.4.24 | 布勢博一           | 中山史郎 | 13.8%  |
| 第4回  | 1982.5.1  | 布勢博一           | 中山史郎 | 15.2%  |
| 第5回  | 1982.5.8  | 布勢博一           | 酒井浩至 | 12.5%  |
| 第6回  | 1982.5.15 | 布勢博一           | 酒井浩至 | 13.4%  |
| 第7回  | 1982.5.22 | 山川雅史           | 中山史郎 | 10.9%  |
| 第8回  | 1982.5.29 | 水島総             | 中山史郎 | 16.8%  |
| 第9回  | 1982.6.5  | 布勢博一           | 酒井浩至 | 21.7%  |
| 第10回 | 1982.6.12 | 水島総             | 酒井浩至 | 14.5%  |
| 第11回 | 1982.6.19 | 布勢博一           | 中山史郎 | 13.0%  |
| 第12回 | 1982.6.26 | 布勢博一           | 中山史郎 | 16.0%  |
| 第13回 | 1982.7.3  | 関根俊夫、布勢博一 | 水島総   | 17.9%  |
| 第14回 | 1982.7.10 | 水島総             | 水島総   | 17.3%  |
| 第15回 | 1982.7.17 | 柏原寛司           | 酒井浩至 | 18.1%  |
| 第16回 | 1982.7.24 | 小山幹夫、布勢博一 | 酒井浩至 | 10.7%  |
| 第17回 | 1982.7.31 | 布勢博一           | 中山史郎 | 16.7%  |
| 第18回 | 1982.8.7  | 水島総             | 中山史郎 | 11.6%  |
| 第19回 | 1982.8.14 | 水島総             | 中山史郎 | 14.5%  |
| 第20回 | 1982.8.28 | 布勢博一           | 水島総   | 16.3%  |
| 第21回 | 1982.9.4  | 柏原寛司           | 酒井浩至 | 22.8%  |
| 第22回 | 1982.9.11 | 北野翔             | 酒井浩至 | 15.1%  |
| 第23回 | 1982.9.18 | 布勢博一           | 中山史郎 | 18.6%  |
| 第24回 | 1982.9.25 | 布勢博一           | 中山史郎 | 19.4%  |
| 最終回 | 1982.10.2 | 布勢博一           | 中山史郎 | 20.1%  |

### スタッフ
- 作：布勢博一
- 脚本：布勢博一・水島総・山川雅史・関根俊夫・柏原寛司・小山幹夫・北野翔
- 音楽：馬飼野康二
- 主題歌：『男の勲章』　歌：嶋大輔／作詞・作曲：Johnny／編曲・演奏：T.C.R横浜銀蝿R.S
- 演出：中山史郎・水島総・酒井浩至
- 制作：平林邦介（ユニオン映画）
- 技術：小笠原滋
- カメラ：吉村一雄
- 照明：橋本昇
- 音声：加藤栄二
- 調整：高橋尚一
- 効果：鈴木晴夫
- メーク：田島絹江
- VTR編集：野口吉夫
- 美術：伊東清
- 装置：武田寛
- 装飾：川合政行
- 衣装：高西真一
- 演出助手：船越太郎
- 制作担当：小池仁
- 記録：上村めぐみ
- 制作補：金子義雄
- タイトル画：滝田ゆう
- 衣装協力：デサント、ピアジェ 他
- 技術協力：生田スタジオ
- プロデューサー：山本剛正（ユニオン映画）
- 製作：日本テレビ、ユニオン映画

## パート2

### ストーリー
裏の顔は「怪盗タイガー」であるタイガー探偵社の探偵・掛布準の逮捕に執念を燃やす、花咲署の人情派で熱血警察官の原竜介が、父・竜三郎の愛人の子で義理の弟と名乗る少年・松本大輔や、竜介を実の父と信じる子供の出現などの騒動に巻き込まれながら奮闘する姿を描く。放送回数は全13回。

### キャスト

#### 原家
- 原竜介/原竜三郎：石立鉄男

警官。熱血漢と正義感が溢れている持ち主。その半面、巡回上と捜査上で、あまりにも犯人を捕まえたいと言う執念を燃やす余りに行きすぎる部分があり、自らの失態による不祥事で謹慎処分は慣れっこの部分もある。父・竜三郎は警察官の鑑と言われるほどの人格者と言われていたが、愛人がいたことに失望する。
- 松本大輔：坂上忍

竜三郎が愛人に生ませた子供。九州の生家で「妾の子供」と冷遇され不良少年になり、更生の名門校に通学のため上京、竜介の部屋に同居。不純異性交遊で補導、未成年でキャバクラで酒を飲むなどの非行に走る。

#### 掛布家
- 掛布準/怪盗タイガー：柴田恭兵

私立探偵で真弓の兄、所々で有名人や小説、映画の名言を入れて話す。真弓が大輔に近づかないよう竜介に忠告される。事務所には阪神タイガースのたれ幕や球団旗が翻っている。夜に宝石を狙う怪盗、「怪盗タイガー」として登場する。真弓の余生に悔いが無いように放任主義で過ごさせている。
- 掛布真弓：三田寛子

準の妹だが、準がタイガーであることは知らない（ただし12話で知ったと思われる）。「サルコイドーシス」を患っており余命幾許も無いと断定される（12話では病名が変わる）。

#### 藤田家
- 藤田とき：奈良岡朋子

竜介の住むアパート「銭亀荘」の大家で質屋の女主人。儲けで銭亀荘、キャバレー、銭湯の多角経営に乗り出すもどこも業績は乏しい。
- 藤田金造：名古屋章

ときの夫。サボって昼から麻雀など遊び暮らしている。
- 藤田遊作：中西良太

藤田夫妻の息子。どら息子で夜はキャバクラの客引き、昼は手伝いで銭亀荘の管理人や銭湯の番頭。さくらや都に惚れている。

#### 田淵家
- 田淵勘太郎：前田吟

警官を辞めて、喫茶店「微笑みがえし」の主人として働く婿養子。三つ子の娘の世話もしている。
- 田淵初子：中尾ミエ

勘太郎の妻で花咲署の警部補。かかあ天下。竜介とは幼馴染で職場では上司だが「初ちゃん」と呼ばれる間柄。
- 田淵さくら：斎藤ゆう子

初子の妹で遊作の幼馴染。「微笑みがえし」のウェイトレスだが巣立ちし銭亀荘で小松と共同生活。
- 三つ子：坂井香月、坂井江奈美、渡辺美華

#### 江夏家
- 江夏かすみ：坪田直子

青森県から竜介の隣部屋に住むことになったシングルマザー。遊作のキャバレーで働くキャバ嬢。
- 江夏真子：松本由香里

かすみの子供。竜介を開口一番「お父さんじゃな～い？」と呼び困惑させたが後に竜三郎の隠し子と発覚。11話でかすみと共に青森に帰り降板。

#### 警察署の同僚
- 西本猛：河西健司

竜介の後輩警察官で江川と同じ部屋に住む。一人称が「自分」や警官ワッペンを付けたシャツが私服など少々堅物な性格。
- 江川護：山口良一

竜介の後輩警察官。銭亀荘の住人。植物を愛する優しい性格。
- 山田節：後藤喜久枝

交通課女性警察官。4話以降登場しなくなった。

#### その他
- 広岡操：坂口良子

大輔のクラスの担任。不良は更生プログラム通りにやれば更生すると考え寮に入れるべきだと主張し、面と向かってぶつかろうとする竜介と対立する。
- 長島美和：松原智恵子

銭亀荘近所の小料理屋「通りゃんせ」の女将。秋田である高家の妻だったが姑から「家風に合わない」と言われ離婚されている。竜介に密かに好意を持っている。
- 斉藤基：阿藤海
- 落合力也：堀勉

タイガー逮捕の密命を帯びた担当刑事だが竜介の失態や大輔の非行に足を引っ張られる。
- 小松都：いもとえりこ

遊作が働くキャバレーのキャバ嬢、昼はタイガー探偵社の事務員として働き、掛布が怪盗タイガーである裏を取るために竜介が送り込んだスパイ。「女のオルガズムと男のエクスタシー」についての論文を執筆している。
- 譲二：尾藤イサオ

かすみと昔同棲していたやくざ者。大阪で大きなヤクザを敵に回し、逃走中の所かすみにもう一度やり直そうと口説いた結果、真子を捨てて旅立つ。
- 山本鯉太郎：坂本あきら

銭亀荘周辺で空き巣を繰り返すお得意様。大学サークル先輩の遊作の計らいでキャバレーのオカマホステスになる。
※他に木村元、野村昭子、布施博、豊原功補、小松政夫、平野義和がゲスト出演している。

### 放送回数・放送日
| 回数   | 放送日     | 脚本     | 演出     |
| ------ | ---------- | -------- | -------- |
| 第1回  | 1983.7.30  | 岡部俊夫 | 中山史郎 |
| 第2回  | 1983.8.6   | 柏原寛司 | 中山史郎 |
| 第3回  | 1983.8.13  | 金子裕   | 雨宮望   |
| 第4回  | 1983.8.27  | 金子裕   | 雨宮望   |
| 第5回  | 1983.9.3   | 岡部俊夫 | 中山史郎 |
| 第6回  | 1983.9.10  | 柏原寛司 | 酒井浩至 |
| 第7回  | 1983.9.17  | 今井詔二 | 中山史郎 |
| 第8回  | 1983.9.24  | 金子裕   | 中山史郎 |
| 第9回  | 1983.10.1  | 岡部俊夫 | 雨宮望   |
| 第10回 | 1983.10.8  | 柏原寛司 | 赤羽博   |
| 第11回 | 1983.10.15 | 金子裕   | 雨宮望   |
| 第12回 | 1983.10.22 | 柏原寛司 | 酒井浩至 |
| 最終回 | 1983.10.29 | 杉本史   | 中山史郎 |

### スタッフ
- 作：布勢博一
- 脚本：岡部俊夫・柏原寛司・金子裕・今井詔二・杉本史
- 主題歌:『スペース小町』歌：Jan Ken Pow（ジャン・ケン・ポー）／作詞：源五郎、末森英機／作曲：タケカワユキヒデ／編曲：ミッキー吉野
- プロデューサー：山本剛正（ユニオン映画）
- 演出：中山史郎・雨宮望・酒井浩至・赤羽博
- 製作：日本テレビ、ユニオン映画
- オープニングアニメーション製作：芝山努